# Grand Prix automobile d'Espagne 2016
GP précédent GP suivant
Le Grand Prix automobile d'Espagne 2016 (Formula 1 Gran Premio de España Pirelli 2016), disputé le 15 mai 2016 sur le circuit de Catalunya à Barcelone, est la 940e épreuve du championnat du monde de Formule 1 courue depuis 1950 et la cinquième manche du championnat 2016. Il s'agit de la quarante-sixième édition du Grand Prix d'Espagne comptant pour le championnat du monde de Formule 1. L'épreuve se dispute pour la vingt-sixième fois depuis 1991 sur le circuit catalan (contre neuf fois à Jarama, cinq fois à Jerez et quatre fois au Parc de Montjuich). Le Grand Prix d'Espagne 2016 marque les débuts de Max Verstappen chez Red Bull Racing et le retour de Daniil Kvyat chez Toro Rosso, les deux pilotes ayant échangé leur place sur décision de Red Bull.
Lors de sa dernière tentative, durant la troisième phase des qualifications, Lewis Hamilton bat tous les records des trois secteurs intermédiaires du circuit et, sous le drapeau à damiers, améliore de plus de deux secondes la pole position de l'édition 2015 établie par Nico Rosberg. Le triple champion du monde britannique réalise sa troisième pole position de la saison, la cinquante-deuxième de sa carrière en devançant son coéquipier pour une nouvelle première ligne aux couleurs Mercedes. Daniel Ricciardo réalise une dernière tentative qui lui permet de se hisser à la troisième place alors que Max Verstappen, son nouveau coéquipier chez Red Bull Racing, réussit le quatrième temps et se place à ses côtés en deuxième ligne. Les Ferrari de Kimi Räikkönen et Sebastian Vettel, repoussées à plus d'une seconde, occupent la troisième ligne.
Max Verstappen écrit une page de l'histoire de la Formule 1 en s'imposant au terme de sa première course au sein du Red Bull Racing. À 18 ans, 7 mois et 15 jours, il devient le plus jeune vainqueur de Grand Prix depuis la création du championnat du monde en 1950 et le plus jeune pilote à mener une course. Pour gagner sur le circuit de Catalunya, il profite de la collision entre les deux Mercedes dans le quatrième virage qui provoque le double abandon de Nico Rosberg et Lewis Hamilton : ce dernier, devancé par le vainqueur des sept dernières courses qui a pris un meilleur envol, essaie de revenir sur lui et le percute après avoir perdu le contrôle de sa monoplace dans l'herbe du bord de piste. Cet accrochage marque la fin d'une série de dix victoires consécutives pour les Flèches d'Argent et de soixante-deux courses terminées dans les points depuis 2012. Contrairement à son coéquipier Daniel Ricciardo et à Sebastian Vettel qui basculent sur une stratégie à trois arrêts, Verstappen conserve, tout comme Kimi Räikkönen, sa stratégie initiale à deux arrêts, prend définitivement la tête après quarante-quatre tours et contient le Finlandais (qui a le double de son âge et a couru contre son père Jos) pendant les vingt dernières boucles. Sebastian Vettel prend la troisième place devant Daniel Ricciardo qui ne peut pas défendre ses chances jusqu'au bout : victime d'une crevaison, il doit s'arrêter pour changer une roue mais conserve in extremis la quatrième place. Derrière les Red Bull et les Ferrari, Valtteri Bottas termine cinquième, suivi par Carlos Sainz Jr., Sergio Pérez et Felipe Massa dans le même tour que le vainqueur. Jenson Button et Daniil Kvyat, auteur du premier meilleur tour en course de sa carrière (le premier également d'une Toro Rosso) prennent les points restants. 
Nico Rosberg, avec 100 points, conserve la tête du championnat devant Räikkönen (61 points) qui passe devant Hamilton (57 points). Sebastian Vettel, avec 48 points, est quatrième devant Daniel Ricciardo (à égalité de points) et Verstappen (38 points) ; suivent Massa (36 points), Bottas (36 points) et Daniil Kvyat (22 points). Mercedes, avec 157 points, mène le championnat devant Ferrari (109 points) et Red Bull Racing (94 points) ; suivent  Williams (65 points), Scuderia Toro Rosso (26 points), Haas (22 points), Force India (14 points), McLaren (12 points) et Renault (6 points).

## Pneus disponibles
| Pneus pour piste sèche | Pneus pour piste sèche | Pneus pour piste sèche | Pneus pluie    | Pneus pluie |
| ---------------------- | ---------------------- | ---------------------- | -------------- | ----------- |
| Tendres                | Medium                 | Durs                   | Intermédiaires | Pluie       |

## Essais libres

### Première séance, le vendredi de 10 h à 11 h 30
| Pos. | Pilote           | Voiture            | Chrono         | Écart     |
| ---- | ---------------- | ------------------ | -------------- | --------- |
| 1    | Sebastian Vettel | Ferrari            | 1 min 23 s 951 |           |
| 2    | Kimi Räikkönen   | Ferrari            | 1 min 24 s 089 | + 0 s 138 |
| 3    | Nico Rosberg     | Mercedes           | 1 min 24 s 454 | + 0 s 503 |
| 4    | Lewis Hamilton   | Mercedes           | 1 min 24 s 611 | + 0 s 660 |
| 5    | Daniel Ricciardo | Red Bull-TAG Heuer | 1 min 25 s 416 | + 1 s 238 |
| 6    | Max Verstappen   | Red Bull-TAG Heuer | 1 min 25 s 585 | + 1 s 634 |

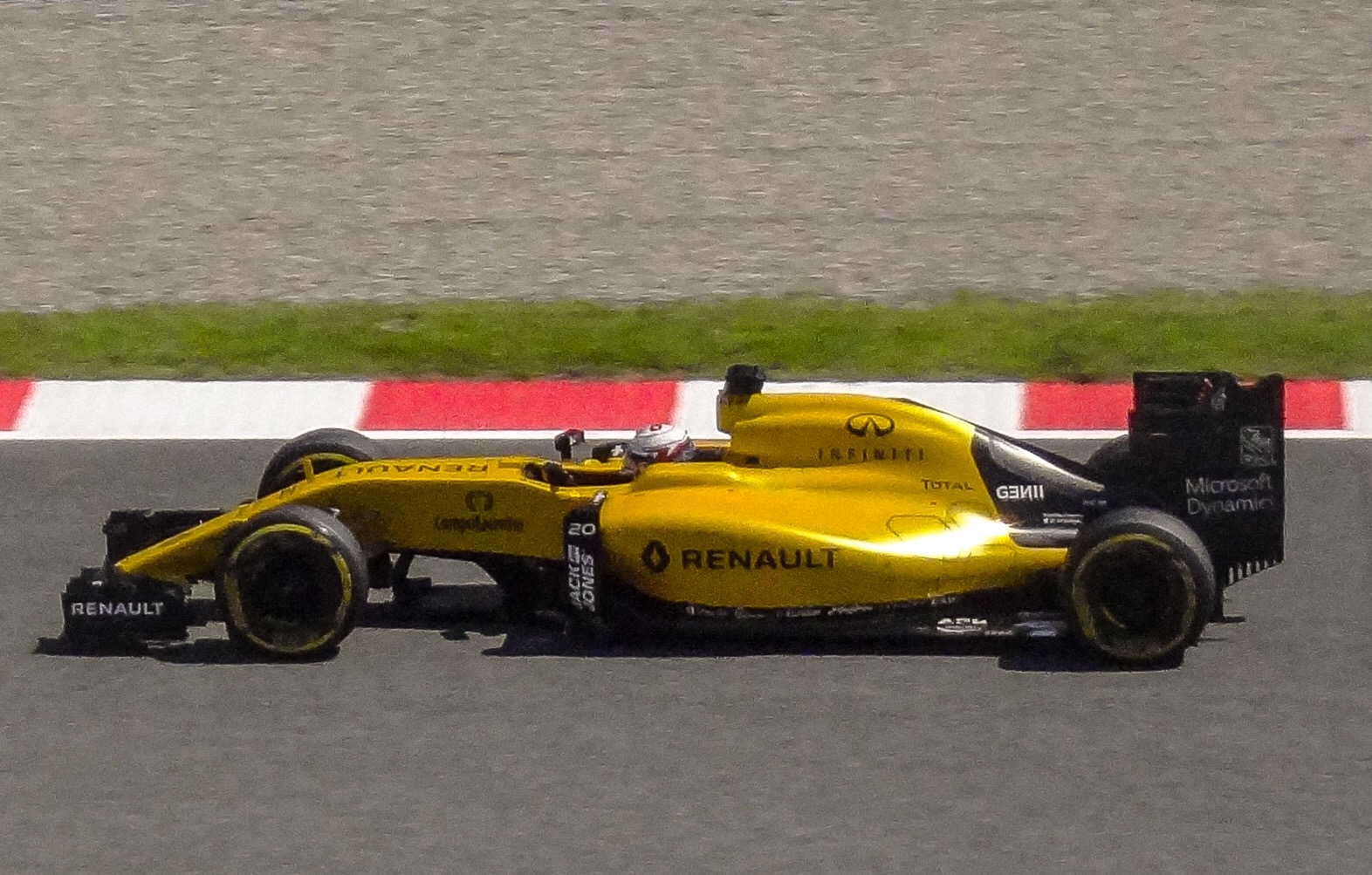
Kevin Magnussen au Grand Prix automobile d'Espagne 2016.

- Esteban Ocon, pilote-essayeur chez Renault F1 Team, remplace Jolyon Palmer lors de cette séance d'essais.

### Grille de départ du Grand Prix

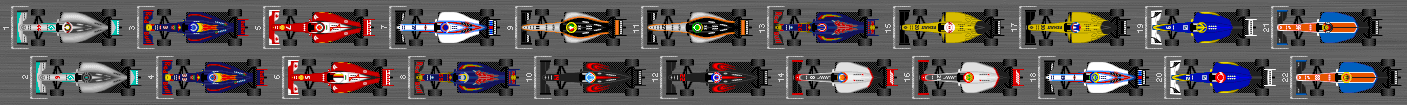
La grille de départ du Grand Prix d'Espagne 2016.

### Deuxième séance, le vendredi de 14 h à 15 h 30

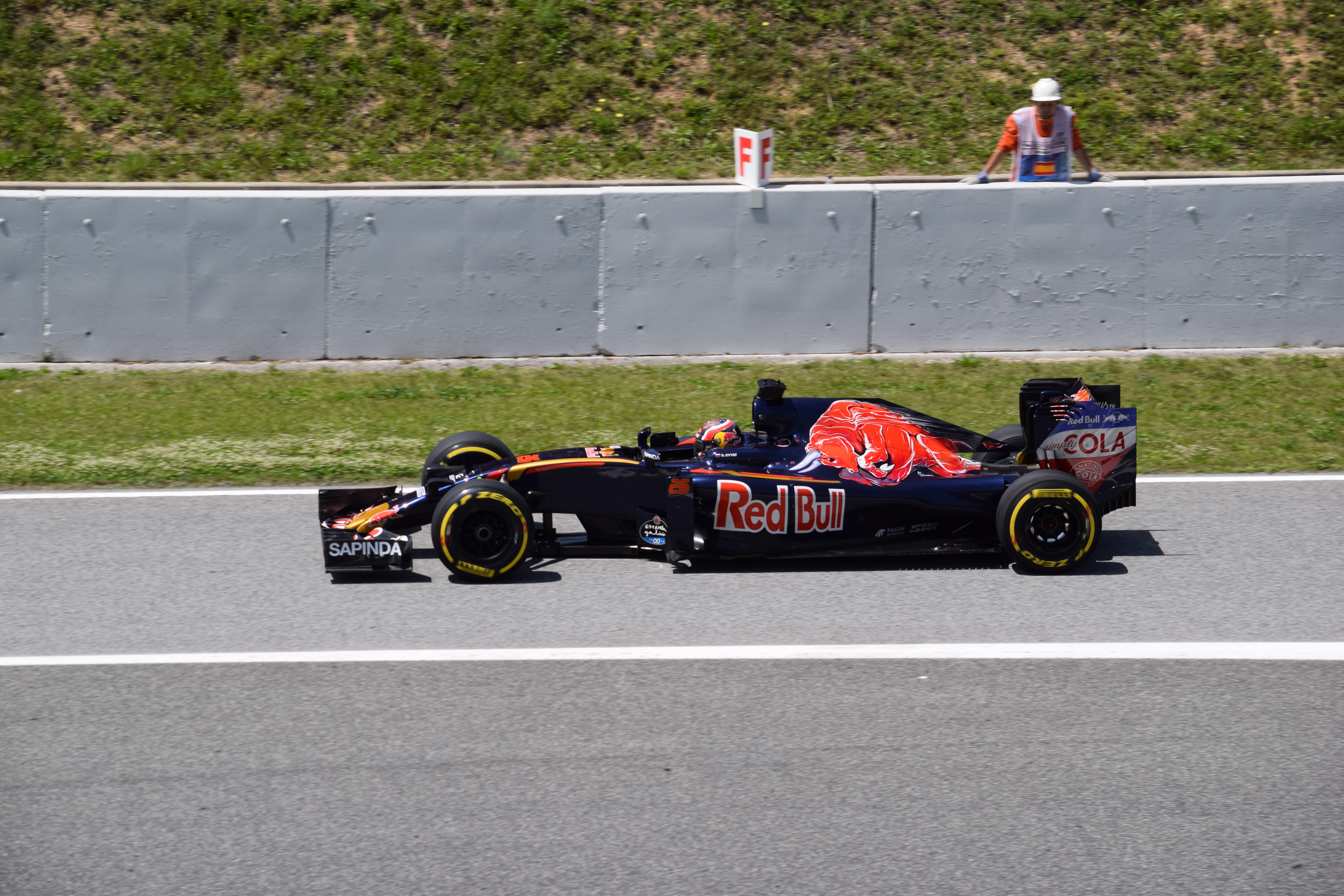
Daniil Kvyat au Grand Prix automobile d'Espagne 2016.

| Pos. | Pilote           | Voiture            | Chrono         | Écart     |
| ---- | ---------------- | ------------------ | -------------- | --------- |
| 1    | Nico Rosberg     | Mercedes           | 1 min 23 s 922 |           |
| 2    | Kimi Räikkönen   | Ferrari            | 1 min 24 s 089 | + 0 s 254 |
| 3    | Lewis Hamilton   | Mercedes           | 1 min 24 s 641 | + 0 s 719 |
| 4    | Sebastian Vettel | Ferrari            | 1 min 25 s 017 | + 1 s 095 |
| 5    | Carlos Sainz Jr. | Toro Rosso-Ferrari | 1 min 25 s 131 | + 1 s 209 |
| 6    | Daniel Ricciardo | Red Bull-TAG Heuer | 1 min 25 s 194 | + 1 s 272 |

### Troisième séance, le samedi de 11 h à 12 h

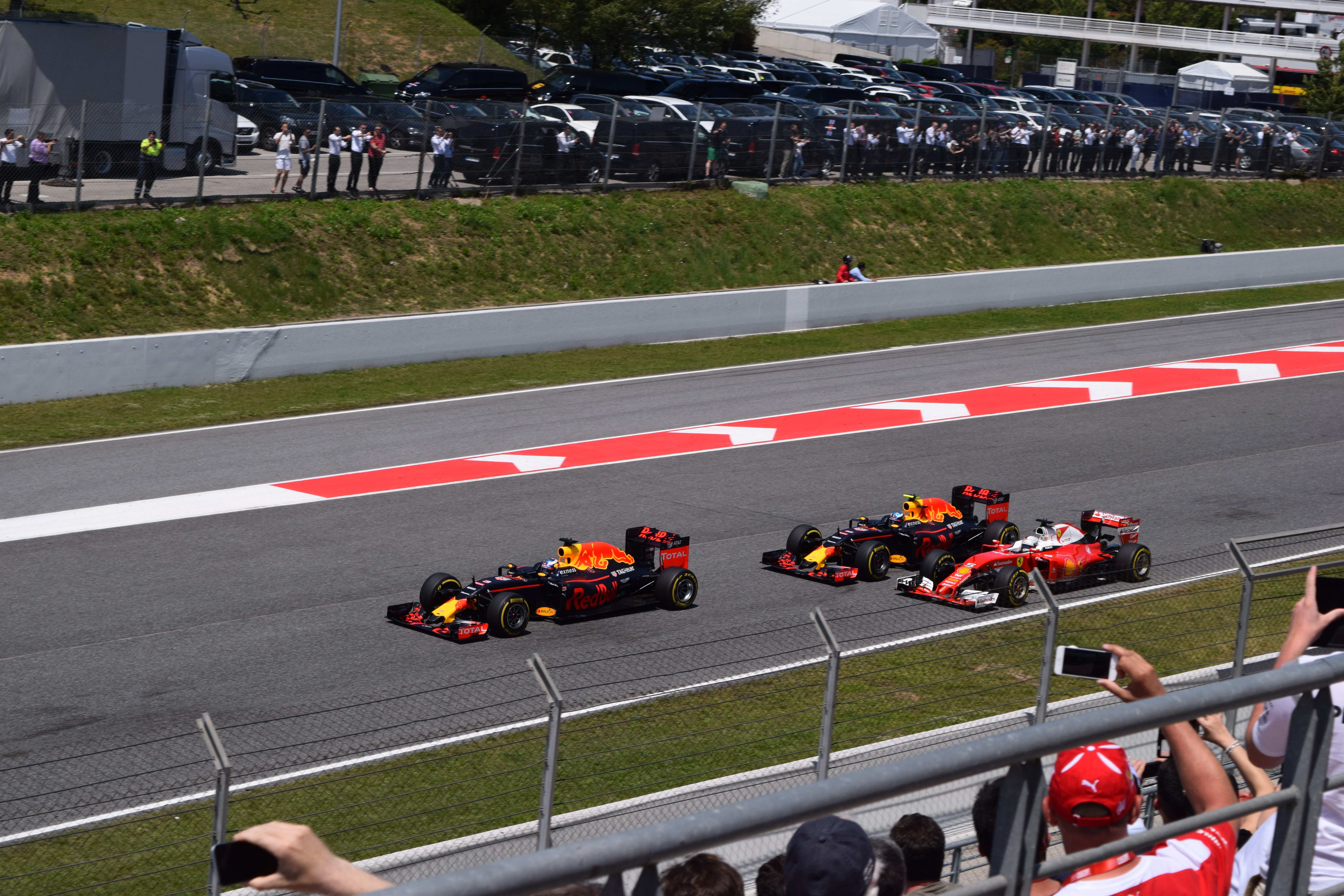
Daniel Ricciardo, Max Verstappen et Sebastian Vettel au Grand Prix automobile d'Espagne 2016.

| Pos. | Pilote           | Voiture            | Chrono         | Écart     |
| ---- | ---------------- | ------------------ | -------------- | --------- |
| 1    | Nico Rosberg     | Mercedes           | 1 min 23 s 078 |           |
| 2    | Lewis Hamilton   | Mercedes           | 1 min 23 s 204 | + 0 s 126 |
| 3    | Sebastian Vettel | Ferrari            | 1 min 23 s 225 | + 0 s 147 |
| 4    | Max Verstappen   | Red Bull-TAG Heuer | 1 min 23 s 719 | + 0 s 641 |
| 5    | Daniel Ricciardo | Red Bull-TAG Heuer | 1 min 23 s 816 | + 0 s 738 |
| 6    | Kimi Räikkönen   | Ferrari            | 1 min 24 s 110 | + 1 s 032 |

## Séances de qualifications

### Résultats des qualifications
| Pos.                                                                                      | Pilote            | Écurie               | Qualifications 1 | Qualifications 2 | Qualifications 3 |
| ----------------------------------------------------------------------------------------- | ----------------- | -------------------- | ---------------- | ---------------- | ---------------- |
| 1                                                                                         | Lewis Hamilton    | Mercedes             | 1 min 23 s 214   | 1 min 22 s 159   | 1 min 22 s 000   |
| 2                                                                                         | Nico Rosberg      | Mercedes             | 1 min 23 s 002   | 1 min 22 s 759   | 1 min 22 s 280   |
| 3                                                                                         | Daniel Ricciardo  | Red Bull-TAG Heuer   | 1 min 23 s 749   | 1 min 23 s 585   | 1 min 22 s 680   |
| 4                                                                                         | Max Verstappen    | Red Bull-TAG Heuer   | 1 min 23 s 578   | 1 min 23 s 178   | 1 min 23 s 087   |
| 5                                                                                         | Kimi Räikkönen    | Ferrari              | 1 min 23 s 796   | 1 min 23 s 504   | 1 min 23 s 113   |
| 6                                                                                         | Sebastian Vettel  | Ferrari              | 1 min 24 s 124   | 1 min 23 s 688   | 1 min 23 s 334   |
| 7                                                                                         | Valtteri Bottas   | Williams-Mercedes    | 1 min 24 s 251   | 1 min 24 s 023   | 1 min 23 s 522   |
| 8                                                                                         | Carlos Sainz Jr.  | Toro Rosso-Ferrari   | 1 min 24 s 496   | 1 min 24 s 077   | 1 min 23 s 643   |
| 9                                                                                         | Sergio Pérez      | Force India-Mercedes | 1 min 24 s 698   | 1 min 24 s 003   | 1 min 23 s 782   |
| 10                                                                                        | Fernando Alonso   | McLaren-Honda        | 1 min 24 s 578   | 1 min 24 s 192   | 1 min 23 s 981   |
| 11                                                                                        | Nico Hülkenberg   | Force India-Mercedes | 1 min 24 s 463   | 1 min 24 s 203   |                  |
| 12                                                                                        | Jenson Button     | McLaren-Honda        | 1 min 24 s 583   | 1 min 24 s 348   |                  |
| 13                                                                                        | Daniil Kvyat      | Toro Rosso-Ferrari   | 1 min 24 s 696   | 1 min 24 s 445   |                  |
| 14                                                                                        | Romain Grosjean   | Haas-Ferrari         | 1 min 24 s 716   | 1 min 24 s 480   |                  |
| 15                                                                                        | Kevin Magnussen   | Renault              | 1 min 24 s 669   | 1 min 24 s 625   |                  |
| 16                                                                                        | Esteban Gutiérrez | Haas-Ferrari         | 1 min 24 s 406   | 1 min 24 s 788   |                  |
| 17                                                                                        | Jolyon Palmer     | Renault              | 1 min 24 s 903   |                  |                  |
| 18                                                                                        | Felipe Massa      | Williams-Mercedes    | 1 min 24 s 941   |                  |                  |
| 19                                                                                        | Marcus Ericsson   | Sauber-Ferrari       | 1 min 25 s 202   |                  |                  |
| 20                                                                                        | Felipe Nasr       | Sauber-Ferrari       | 1 min 25 s 579   |                  |                  |
| 21                                                                                        | Pascal Wehrlein   | Manor-Mercedes       | 1 min 25 s 745   |                  |                  |
| 22                                                                                        | Rio Haryanto      | Manor-Mercedes       | 1 min 25 s 939   |                  |                  |
| Temps minimal à réaliser pour la qualification : 1 min 28 s 812 (107 % de 1 min 23 s 002) |                   |                      |                  |                  |                  |

## Course

### Classement de la course
| Pos. | no | Pilote            | Écurie               | Tours | Temps/Abandon                           | Grille | Points |
| ---- | -- | ----------------- | -------------------- | ----- | --------------------------------------- | ------ | ------ |
| 1    | 33 | Max Verstappen    | Red Bull-TAG Heuer   | 66    | 1 h 41 min 40 s 017 (181,241 km/h)      | 4      | 25     |
| 2    | 7  | Kimi Räikkönen    | Ferrari              | 66    | + 0 s 616                               | 5      | 18     |
| 3    | 5  | Sebastian Vettel  | Ferrari              | 66    | + 5 s 581                               | 6      | 15     |
| 4    | 3  | Daniel Ricciardo  | Red Bull-TAG Heuer   | 66    | + 43 s 950                              | 3      | 12     |
| 5    | 77 | Valtteri Bottas   | Williams-Mercedes    | 66    | + 45 s 271                              | 7      | 10     |
| 6    | 55 | Carlos Sainz Jr.  | Toro Rosso-Ferrari   | 66    | + 1 min 01 s 395                        | 8      | 8      |
| 7    | 11 | Sergio Pérez      | Force India-Mercedes | 66    | + 1 min 19 s 538                        | 9      | 6      |
| 8    | 19 | Felipe Massa      | Williams-Mercedes    | 66    | + 1 min 20 s 707                        | 18     | 4      |
| 9    | 22 | Jenson Button     | McLaren-Honda        | 65    | + 1 tour                                | 12     | 2      |
| 10   | 26 | Daniil Kvyat      | Toro Rosso-Ferrari   | 65    | + 1 tour                                | 13     | 1      |
| 11   | 21 | Esteban Gutiérrez | Haas-Ferrari         | 65    | + 1 tour                                | 16     |        |
| 12   | 9  | Marcus Ericsson   | Sauber-Ferrari       | 65    | + 1 tour                                | 19     |        |
| 13   | 30 | Jolyon Palmer     | Renault              | 65    | + 1 tour                                | 17     |        |
| 14   | 12 | Felipe Nasr       | Sauber-Ferrari       | 65    | + 1 tour                                | 20     |        |
| 15   | 20 | Kevin Magnussen   | Renault              | 65    | + 1 tour (dont 10 secondes de pénalité) | 15     |        |
| 16   | 94 | Pascal Wehrlein   | Manor-Mercedes       | 65    | + 1 tour                                | 21     |        |
| 17   | 88 | Rio Haryanto      | Manor-Mercedes       | 65    | + 1 tour                                | 22     |        |
| Abd. | 8  | Romain Grosjean   | Haas-Ferrari         | 56    | Freins                                  | 14     |        |
| Abd. | 14 | Fernando Alonso   | McLaren-Honda        | 45    | Perte de puissance                      | 10     |        |
| Abd. | 27 | Nico Hülkenberg   | Force India-Mercedes | 20    | Incendie                                | 11     |        |
| Abd. | 6  | Nico Rosberg      | Mercedes             | 0     | Collision                               | 2      |        |
| Abd. | 44 | Lewis Hamilton    | Mercedes             | 0     | Collision                               | 1      |        |

### Pole position et record du tour
- Pole position :  Lewis Hamilton (Mercedes) en 1 min 22 s 000 (204,366 km/h)[6].
- Meilleur tour en course :   Daniil Kvyat (Toro Rosso-Ferrari) en 1 min 26 s 948 (192,736 km/h) au cinquante-troisième tour[7].

### Tours en tête
- Daniel Ricciardo : 30 tours (1-10 / 16-27 / 36-43)[8]
- Max Verstappen : 30 tours (11 / 28-33 / 44-66)
- Sebastian Vettel : 4 tours (12-15)
- Kimi Räikkönen : 2 tours (34-35)

## Classements généraux à l'issue de la course
| Pos. | Pilote            | Écurie               | Points |
| ---- | ----------------- | -------------------- | ------ |
| 1er  | Nico Rosberg      | Mercedes             | 100    |
| 2    | Kimi Räikkönen    | Ferrari              | 61     |
| 3    | Lewis Hamilton    | Mercedes             | 57     |
| 4    | Sebastian Vettel  | Ferrari              | 48     |
| 5    | Daniel Ricciardo  | Red Bull-TAG Heuer   | 48     |
| 6    | Max Verstappen    | Red Bull-TAG Heuer   | 38     |
| 7    | Felipe Massa      | Williams-Mercedes    | 36     |
| 8    | Valtteri Bottas   | Williams-Mercedes    | 29     |
| 9    | Daniil Kvyat      | Toro Rosso-Ferrari   | 22     |
| 10   | Romain Grosjean   | Haas-Ferrari         | 22     |
| 11   | Carlos Sainz Jr.  | Toro Rosso-Ferrari   | 12     |
| 12   | Fernando Alonso   | McLaren-Honda        | 8      |
| 13   | Sergio Pérez      | Force India-Mercedes | 8      |
| 14   | Kevin Magnussen   | Renault              | 6      |
| 15   | Nico Hülkenberg   | Force India-Mercedes | 6      |
| 16   | Jenson Button     | McLaren-Honda        | 3      |
| 17   | Stoffel Vandoorne | McLaren-Honda        | 1      |

| Pos. | Écurie               | Points |
| ---- | -------------------- | ------ |
| 1er  | Mercedes             | 157    |
| 2    | Ferrari              | 109    |
| 3    | Red Bull-TAG Heuer   | 94     |
| 4    | Williams-Mercedes    | 65     |
| 5    | Toro Rosso-Ferrari   | 26     |
| 6    | Haas-Ferrari         | 22     |
| 7    | Force India-Mercedes | 14     |
| 8    | McLaren-Honda        | 12     |
| 9    | Renault              | 6      |

## Statistiques

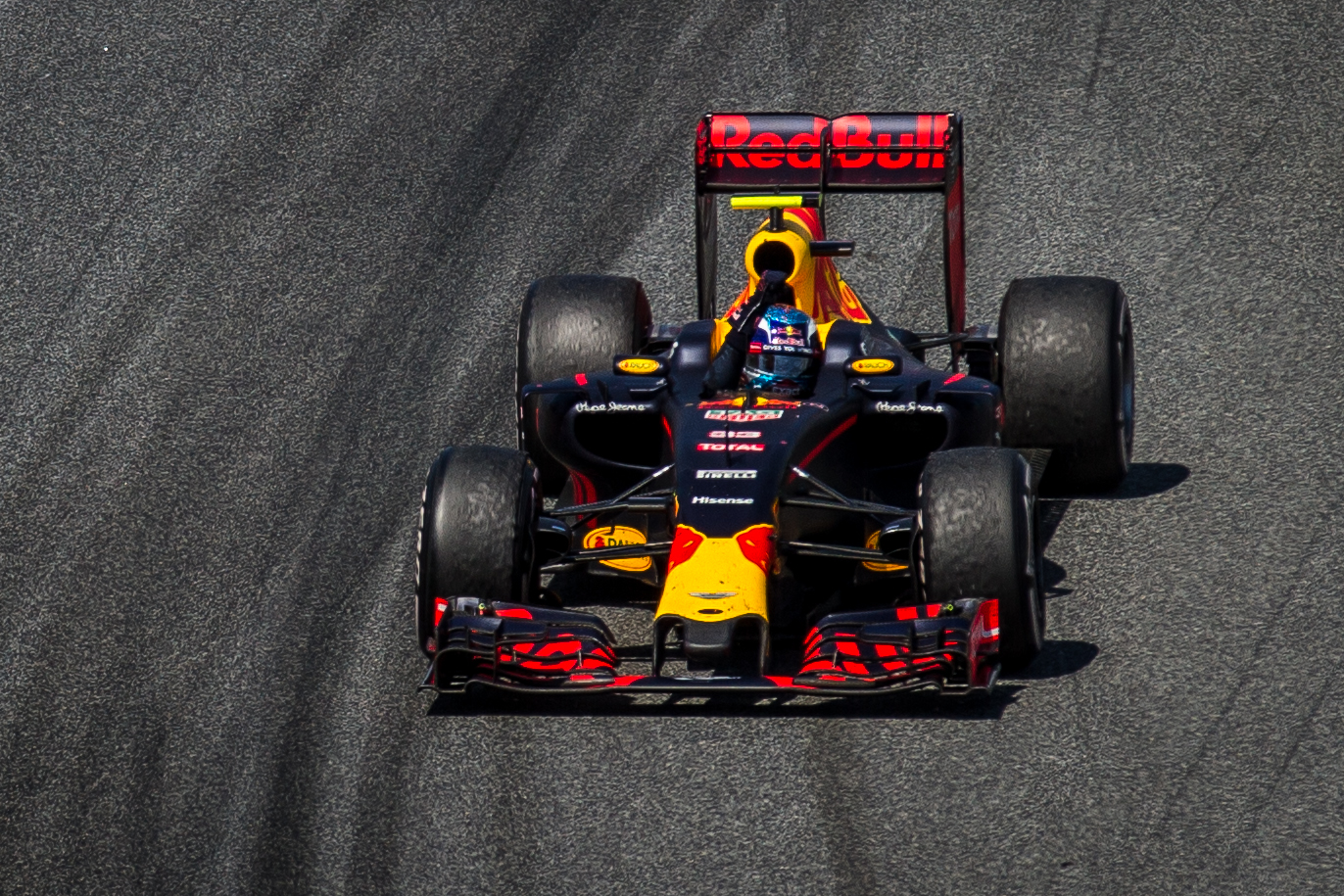
Max Verstappen, vainqueur du Grand Prix automobile d'Espagne 2016.

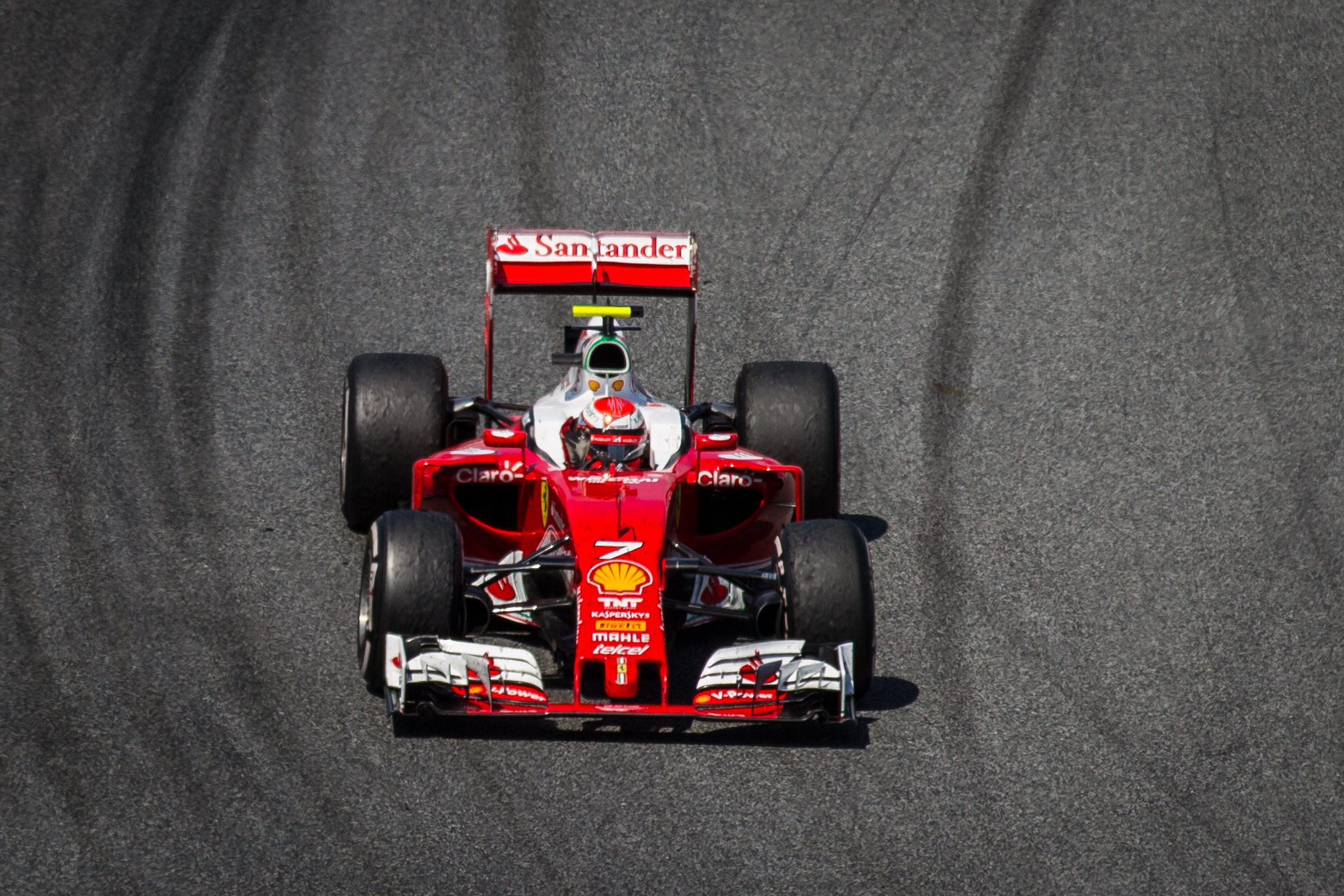
Kimi Räikkönen au Grand Prix automobile d'Espagne 2016.

Le Grand Prix d'Espagne 2016 représente :
- la 52e pole position de Lewis Hamilton[11] ;
- la 1re victoire de Max Verstappen[12] ;
- le 1er podium de Max Verstappen[13] ;
- la 51e victoire de Red Bull en tant que constructeur[14] ;
- la 1re victoire pour TAG Heuer en tant que motoriste[15] ;
- le 1er meilleur tour en course de Daniil Kvyat[16] ;
- le 1er meilleur tour en course de la Scuderia Toro Rosso[17].

Au cours de ce Grand Prix :
- Max Verstappen mène pour la première fois un Grand Prix de Formule 1[18] ;
- Max Verstappen devient, à 18 ans, 7 mois et 15 jours, le plus jeune pilote de l'histoire de la Formule 1 à remporter un Grand Prix, à monter sur le podium (battant le record de Sebastian Vettel au Grand Prix d'Italie en 2008 à 21 ans, 2 mois et 11 jours) et à mener une course (effaçant le record de Vettel qui avait mené le Grand Prix du Japon en 2007 à 20 ans, 2 mois et 27 jours)[19],[20],[21],[22] ;
- Max Verstappen devient le premier pilote néerlandais à remporter un Grand Prix de Formule 1[23] ;
- Max Verstappen, vainqueur du Grand Prix, est élu « Pilote du jour » lors d'un vote organisé sur le site officiel de la Formule 1[24] ;
- Daniel Ricciardo passe la barre des 400 points inscrits en Formule 1 (408 points)[25] ;
- Deux séries s'arrêtent pour Mercedes : 10 victoires consécutives depuis le Grand Prix du Japon 2015 et 62 courses terminées dans les points depuis le Grand Prix du Brésil 2012[26],[27] ;
- Martin Donnelly (13 Grands Prix entre 1989 et 1990, vainqueur du Grand Prix de Macao 1987) est nommé assistant des commissaires de course pour ce Grand Prix[28].